# Francesco Benucci
Francesco Benucci (c. 1745-5 de abril de 1824) fue un cantante lírico italiano en la tesitura de bajo/barítono. Cantó varios papeles importantes en las óperas de Wolfgang Amadeus Mozart, Antonio Salieri y otros compositores.

## Biografía

### Primeros años
Benucci nació alrededor de 1745 en Livorno y comenzó su carrera temprana allí cerca de 1768. El comienzo de su carrera tuvo lugar en un mundo ya floreciente de la ópera buffa, que proporcionó un tipo de papel existente, el cantante de bajo cómico o buffo, en el que llegó a sobresalir con la interpretación del papel de Tritemio en Il filosofo di campagna de Galuppi y Goldoni, lo que hizo que tuviera un lugar en el repertorio de la época, retomando la tradición de otros cantantes como Francesco Carattoli.
Actuó en Florencia en 1769. No sobrevive ningún registro de las actividades de Benucci entre la primavera de 1769 y 1774. Pasó los años 1774 a 1777 en Madrid, y a partir del otoño de 1777, hay documentación de representaciones en los principales teatros de ópera de Italia, incluidos Venecia, Milán y Roma.

### Carrera en Viena
En 1783, el emperador austríaco José II fundó una nueva compañía de ópera especializada en ópera buffa italiana. En ese momento, Benucci estaba cantando en el Teatro San Samuele de Venecia. El conde Giacomo Durazzo, que era a la vez un experimentado director de teatro y embajador del emperador, pudo asegurarse sus servicios. Al mismo tiempo, Durazzo reclutó a la soprano inglesa Nancy Storace, que también cantaba en San Samuele. Storace cantaría más tarde el papel de Susanna cuando Benucci cantó el papel principal en el estreno de Las bodas de Fígaro. A ambos cantantes se les ofrecieron altos salarios, más de 4000 florines. Con más reclutamiento (en particular, el libretista Lorenzo Da Ponte), se formó un conjunto excepcional.

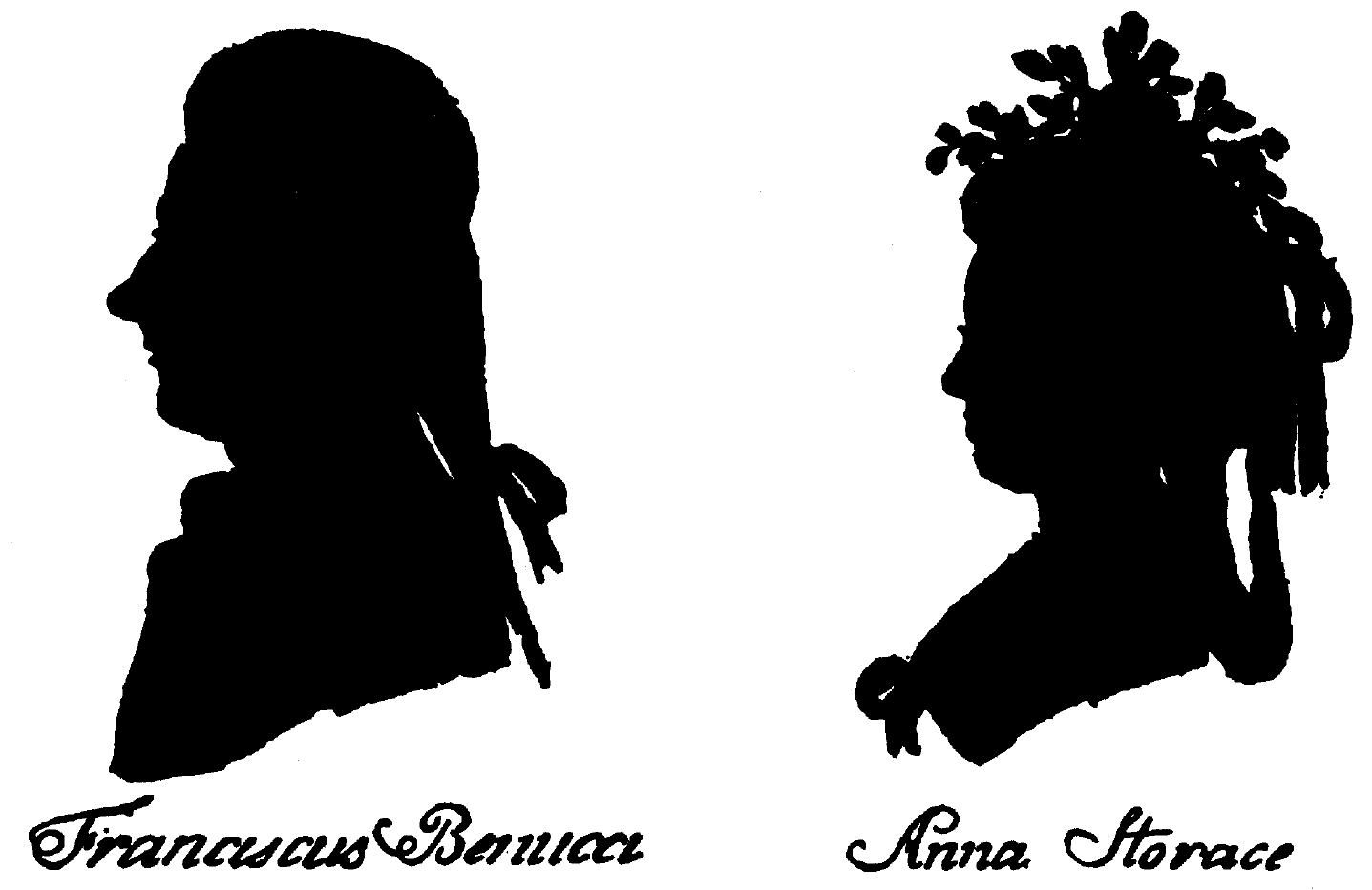
Siluetas de Francesco Benucci y Nancy Storace por Hieronymus Löschenkohl (1786)

La nueva compañía se inauguró el 2 de abril de 1783 con la representación de La scuola de'gelosi de Antonio Salieri; Benucci asumió el papel bufón de Blasio. Esta ópera fue un éxito inmediato, con más de 25 representaciones, y un crítico escribió: "El buffo es tan natural que se considera el mejor que se haya visto aquí. Los otros no son dignos de mención.” Evidentemente, Mozart asistió, y el 7 de mayo escribió a su padre Leopold: "La opera buffa italiana ha comenzado aquí nuevamente y está demostrando ser muy popular. El buffo es particularmente bueno, se llama Benucci".
Benucci continuó con la compañía del emperador durante doce años. Interpretó varios papeles como:
- Rosmondo en Gli sposi malcontenti de Stephen Storace (1785)
- Trofonio en La grotta di Trofonio de Salieri (1785)
- Tita en Una cosa rara de Martín y Soler (1786)
- Axur en Axur, re d'Ormus de Salieri (1788)

Su participación en la compañía parece haber sido tan importante que no habría sobrevivido sin él. El 7 de junio de 1783, el emperador escribió al director de teatro, el conde Franz Orsini-Rosenberg: "Dado que me parece que el cantante Benucci goza del favor del público, me gustaría que tratara de convencerlo de que se quedara hasta Pascua y luego por un año más; si lo acepta en un nuevo contrato, y si Storace, que también es del agrado del público, dice, entonces puedes quedarte con lo mejor del resto de la compañía; si Benucci y Storace no se quedan, entonces no es necesario mantener los otros".
Durante sus primeros años en Viena, Benucci también actuó en conciertos privados en colaboración con Nancy Storace. El cronista conde de Zinzendorf señaló que cada cantante actuó como acompañante del teclado del otro.
Durante su trabajo en Viena, Benucci viajó dos veces para actuar en otros lugares. En 1783 visitó Roma para cumplir un compromiso ya asumido cuando fue contratado en Viena; su "enorme popularidad" allí fue presenciada por el emperador, que viajaba allí en ese momento. En agosto de 1788, el emperador, después de haber iniciado una guerra costosa y fútil con Turquía, propuso abolir su compañía de ópera italiana. Al escuchar esto, Benucci pidió permiso y obtuvo un compromiso en el King's Theatre de Londres, donde actuó con Storace, quien había regresado allí en febrero de 1787. Logró solo un éxito mixto. Una ópera en la que aparecieron Benucci y Storace fue La vendemmia de Giuseppe Gazzaniga. Le intercalaron la interpretación de un dúo de "Las bodas de Fígaro", Crudel! perche finora. Benucci regresó a Viena el mismo año, ya que el emperador había retrocedido en su decisión de abolir la empresa.

### Papeles de Mozart
Mozart no estaba afiliado a la compañía de ópera italiana del emperador y tuvo que trabajar durante algún tiempo antes de poder conseguir un encargo de ópera. Un esfuerzo inicial fallido fue el fragmento Lo sposo deluso (1783), para el que escribió cinco números antes de abandonar el proyecto. Las notas marginales de la partitura indican que Mozart estaba escribiendo pensando en cantantes específicos, incluido Benucci.
En los años siguientes, la compañía italiana del emperador interpretó tres óperas completas de Mozart. Los tres figuran entre las obras más célebres del compositor, y Benucci desempeñó un papel importante en cada uno.
En el estreno de Las bodas de Fígaro (1786), Benucci interpretó el papel principal; Storace interpretó a su prometida Susanna. Los ensayos de esta obra dieron lugar a una anécdota relatada por el tenor Michael Kelly (que formaba parte del reparto) en sus memorias de 1824, que atestigua la estima de Mozart por Benucci: cuando él cantaba "Non più andrai", Mozart le decía en voz baja "¡Bravo, bravo Benucci!" y al final del aria el cantante terminó vitoreando al compositor.
El momento "eléctrico" involucró una tercera mayor ascendente cerca de la parte superior del rango de Benucci, un gesto musical que Link considera que se repitió más tarde en otra música compuesta para él, tanto por Mozart como por Salieri.
Don Giovanni (1787) no se estrenó en Viena sino en Praga. Para el posterior estreno en Viena (1788), Benucci asumió el papel de Leporello. Mozart escribió tres nuevos números para la versión de Viena, incluido el dúo "Per quelle tue manine", K. 540b, que Benucci interpretó con la soprano Luisa Laschi-Mombelli.
Così fan tutte se estrenó en 1790; Benucci interpretó el papel de Guglielmo. El alto prestigio de Benucci, tanto dentro de la compañía como en la propia estimación de Mozart, provocó dificultades en la composición de la ópera. La versión original de Mozart incluía un aria de primer acto larga y elaborada para Benucci, "Rivolgete a lui lo sguardo", K. 584, que finalmente tuvo que descartarse por ser dramáticamente inapropiada. En lo que Woodfield llama un "paso drástico", fue reemplazado por el más ligero "Non siate retrosi". Woodfield sugiere que pudo haber sido en compensación que Mozart alteró el aria del segundo acto de Benucci, la extravagante "Donne mie", agregando nuevo material musical y partes para trompetas y timbales.

### Últimos años
Benucci continuó en la ópera italiana de Viena hasta 1795. Su mayor éxito durante este período fue Il matrimonio segreto de Domenico Cimarosa (1792). Un crítico del Berliner Musikalische Zeitung en 1793 escribió sobre su buen desempeño en papeles cómicos y serios, tanto en la actuación como en la voz.
Actuó en La Scala de Milán en 1795, en óperas de Giuseppe Sarti y de Angelo Tarchi. Regresó a Livorno en 1797 y finalmente dejó de actuar alrededor de 1800. Murió en Florencia el 5 de abril de 1824.